# Yu-Gi-Oh! The Duelists of the Roses
Yu-Gi-Oh! The Duelists of the Roses, anche conosciuto in Giappone come Yu-Gi-Oh! Shin Duel Monsters 2: Keisho sareshi kioku (遊戯王真デュエルモンスターズII 継承されし記憶?, Yu-Gi-Oh Shin Deyueru Monsutazu Tzū keishō sareshi kioku, lett. "Yu-Gi-Oh! Duel Monsters 2: Ricordi ereditati"), è un videogioco strategico prodotto dalla Konami che mescola i personaggi della serie Yu-Gi-Oh! con le ambientazioni e gli eventi dell'Europa medievale. A differenza della maggior parte degli altri videogiochi dedicati al mondo di Yu-Gi-Oh!, The Duelists of the Roses non viene disputato su un regolare campo di gioco, bensì su una sorta di scacchiera 7x7, in cui i mostri, le magie e le trappole vanno posizionati e mossi come in un vero gioco di strategia. Lo scopo, però, rimane lo stesso: azzerare i LP dell'avversario.

## Trama

### Gli eventi storici
La storia di The Duelists of the Roses si apre nell'Europa del quindicesimo secolo. In Inghilterra infuria la lotta per il potere che vede contrapporsi la dinastia degli York, attualmente alla guida della nazione, e quella dei Tudor, esuli in Francia, un conflitto che diventerà famoso come la "Guerra delle due rose": da qui il nome del gioco.
Nel 1483, le cose si stanno mettendo male per i Tudor: Henry Tudor, per gli amici Yugi, è in esilio in Normandia, ed assiste impotente alla rovina del suo regno per mano del despota Riccardo III e dei suoi fedelissimi, i cavalieri Rosacroce, guidati dal pericoloso Seto. Entrambi gli eserciti possono contare sull'appoggio di potenti mostri richiamati nel mondo degli uomini grazie alla conoscenze di Pegasus J. Crawford, alleato degli York, ma la forza dei Rosacroce è tale che neppure Henry Tudor è in grado di tenere loro testa. Per ribaltare le sorti della guerra, la duchessa Mai Valentine propone al suo signore Henry Yugi Tudor di usare il potere delle otto Red Rose Cards, carte molto potenti dalle capacità sconosciute, per richiamare dal passato il leggendario Duelist of the Roses, il più grande fra i duellanti della storia.
Il sovrano acconsente alla missione ed incarica il suo fedele druido, Simon McMooran, di recarsi a Stonehenge per eseguire il rituale. La manovra riesce, e così veniamo trasportati dalla nostra epoca all'uggiosa Inghilterra. Dopo essere stati illuminati sulla burrascosa situazione inglese, aver ricevuto il nostro primo deck ed essere venuti a conoscenza delle nuove regole dei duelli, ecco spuntare dal nulla il freddo Seto, capo dei Rosacroce, che ci propone di schierarci al suo fianco in cambio della promessa di farci ritornare nel nostro tempo.
A questo punto, si potrà scegliere: se appoggiare Henry Tudor nella sua lotta per la riconquista del trono d'Inghilterra, o invece Enrico III e i Rosacroce per schiacciare definitivamente la resistenza dei Tudor.
Se si sceglierà di seguire McMooran si verrà brevemente introdotti al cospetto di Henry Yugi Tudor per poi ripartire nuovamente per l'Inghilterra, dove ci si confronterà con i membri dei Rosacroce per togliere loro le otto White Rose Cards e indebolirli così in vista della battaglia finale. Quando ne mancherà solamente una ci si scontrerà con sua maestà in persona, ma anche dopo averlo sconfitto la sfida non sarà finita. Bisognerà vedercela anche con Seto, che dopo essere stato sconfitto evocherà dal passato un antico stregone, la cui sconfitta sancirà definitivamente la fine della guerra e l'inizio del periodo dei Tudor.
Al contrario, se invece si dovesse appoggiare Seto e gli York, verrà ordinato al giocatore di aprire la strada attraverso gli alleati di Henry Tudor fino a raggiungere il sovrano in esilio e distruggere una volta per sempre le sue aspirazioni al trono.
E dopo aver ottenuto tutte le Red Rose Cards bisognerà comunque confrontarsi con l'antico stregone alla fine della storia.

## Modalità di gioco

### Caratteristiche del gioco
In The Duelists of the Roses, per vincere non è sufficiente disporre di un deck (mazzo di carte) potente; anzi, se si affronterà la modalità storia non sarà mai possibile misurarsi con un duellante il cui deck abbia un valore inferiore a quello del giocatore. Il valore di un deck è determinato dalle singole carte; ogni carta ha infatti un determinato valore, che può essere da 1 a 99, e non si possono avere più di 3 copie di una stessa carta nel proprio deck. Ogni deck, composto da 40 carte, è amministrato dal Deck Leader, un mostro che nel corso della partita impersona il giocatore e che, oltre a muoversi all'interno della scacchiera, permette di selezionare le carte nella propria mano e di posizionarle sul terreno. Inoltre, acquistando punti e salendo di livello, il deck leader può acquistare anche determinate abilità che, usate al momento giusto, permetteranno di avvantaggiare le carte del giocatore e di mettere in difficoltà l'avversario.

### Il duello
All'inizio del Duello il campo di battaglia sarà vuoto, ma si avrà subito la possibilità di riempirlo, visto che la prima mossa spetterà sempre al giocatore. Ad ogni turno, il giocatore possiede in mano 5 carte pescate a caso dal deck (se una o più di queste carte dovessero essere utilizzate, al turno successivo ne verranno pescate altre in modo da far tornare a 5 l'ammontare); gli è permesso di posizionare solo una carta per turno in una delle caselle intorno al Deck Leader (esistono tuttavia carte speciali, come "Libro di Salomone", che permettono un posizionamento extra). La carta giocata entra in campo coperta, e gli è consentita una sola azione per ogni turno: può cambiare posizione, passando dall'offensiva (verticale) alla difensiva (orizzontale), oppure muoversi di una casella avanti, indietro, a destra o a sinistra; inoltre si può decidere se lasciarla coperta o scoprirla. Il Deck Leader inoltre si può muovere anch'esso di una casella ogni turno (o di 2 se possiede una determinata abilità). Anche se è permesso posizionare una sola carta per turno, è tuttavia possibile fare una scaletta delle carte che si hanno in mano, il che permette di compiere varie azioni, quali potenziare un mostro con una o più magie potenziamento, fondere due mostri o semplicemente sbarazzarsi di carte inutili per poter disporre di carte migliori al turno successivo (in quest'ultimo caso, le carte inutili scartate vanno a finire nel cosiddetto Cimitero). Si possono avere in campo fino 5 carte mostro e fino a 5 carte magia o trappola. Ogni carta mostro ha un determinato numero di stelle, chiamato livello, che può andare da 1 a 12. All'inizio di ogni Duello si possiedono 4 punti evocazione, il che significa che si possono evocare solo mostri di livello 4 o inferiore; poi, ad ogni turno, i punti evocazione salgono di 3. Bisogna tuttavia tener conto del fatto che essi diminuiscono in base al livello dei mostri che vengono evocati: ad esempio, se si possiedono 5 punti evocazione e si evoca un mostro di livello 4, essi scenderanno ad 1 (5-4), per poi risalire a 4 il turno dopo (1+3).
Per ingaggiare battaglia con una carta avversaria occorre raggiungere la casella da essa occupata, ed in questo caso, quando entrambe saranno scoperte, si aprirà una sequenza di battaglia. Mentre per le battaglie tra mostri valgono le regole standard di Yu-Gi-Oh!, quando ci si sposta invece su una casella occupata da una magia o trappola avversaria potrà avere diverse conseguenze, a seconda della carta che si andrà a scegliere. Anche l'attributo dei mostri risulta fondamentale; infatti, se ci si confronterà con un mostro il cui attributo vince su quello del giocatore, pur risultando vincitori nella battaglia la carta cadrà vittima di un incanto che la paralizzerà per tutto il turno successivo.
Infine, bisogna stare attenti a proteggere il proprio Deck Leader, perché essendo del tutto indifeso, è vulnerabile agli attacchi dei mostri nemici, e nel caso dovesse essere colpito il danno sarà calcolato come un colpo diretto: vale a dire che l'intero valore d'attacco del mostro attaccante ci verrà sottratto dai Life Points (i Punti Vita, che sono 4000 all'inizio di ogni Duello, e che possono essere aumentati o diminuiti grazie anche agli effetti di alcune carte magia o trappola). Il giocatore al quale vengono azzerati i Life Points perde il Duello.
Alla fine di ogni Duello, se avrà vinto, il giocatore avrà accesso alla Slot Machine del Cimitero avversario: una vera e propria slot machine nella quale compaiono le carte avversarie finite al Cimitero durante il Duello (quelle troppo forti, ovviamente, non compaiono). Il giocatore potrà dunque bloccare i tre rulli quando lo desidera, ottenendo così le 3 carte che si saranno fermate al centro della Slot Machine; se al centro dovessero fermarsi 3 carte uguali, il giocatore otterrà una carta bonus molto rara come premio. Alcuni Deck Leader, tuttavia, hanno abilità tali che conferiscono al giocatore un grande vantaggio: ottenere una carta bonus non fermando necessariamente le 3 carte uguali al centro della Slot Machine, ma anche in alto, in basso o in diagonale.

### Differenze dagli altri giochi
La prima e più importante differenza rispetto agli altri videogiochi di Yu-Gi-Oh! è naturalmente la dinamica di gioco, ma c'è anche dell'altro. Ad esempio, il terreno di battaglia. Esistono vari tipi di terreno (Normale, Mare, Montagna, Terra, Prateria, Lande Desolate, Oscurità, Foresta, Crush, Toon, Labirinto), che possono influire non solo sul valore di attacco e di difesa dei mostri, ma anche sulla loro capacità di movimento. Ad esempio, un mostro di tipo Drago che si trova sopra una casella di Montagna (il suo terreno preferito) vedrà i suoi valori di attacco e difesa aumentare di 500 punti, e sarà inoltre in grado, se scoperto, di muoversi di due caselle alla volta. Nella maggior parte dei casi, soprattutto nella modalità storia, il terreno di battaglia andrà a vantaggio dell'avversario; si potrà tuttavia includere nel deck carte speciali che permetteranno di modificare il campo di gioco a vantaggio dei mostri del giocatore, cambiando così radicalmente le sorti della partita.
E poi gli effetti. Molti mostri, magie e trappole familiari ai giocatori di Yu-Gi-Oh! possiedono in questo videogioco effetti molto diversi dal quelli delle carte originali, o addirittura ne acquistano di nuovi (ad esempio, "Elfo Mistico", una carta mostro normale, in The Duelists of the Roses risulta in grado, se scoperta in difesa, di conferire punti attacco extra a tutti i mostri con attributo Luce).
Infine, le fusioni: in The Duelists of the Roses non esistono mostri fusione, ma è possibile unire tra di loro due mostri presenti in mano o sul terreno per crearne un terzo, in molti casi più forte e pericoloso dei precedenti. Esistono criteri specifici per la fusione dei mostri; per fare un esempio, l'unione di "Lady Arpia" con un qualsiasi mostro di tipo Drago darà come risultato "Draghetto delle Arpie", mentre l'unione di una Fata e di un Guerriero creerà "Guardiano Celtico". Nel caso i mostri da unire siano sul terreno, basterà posizionarli nella stessa casella; se invece sono in mano bisognerà unirli con una scaletta, e dai punti evocazione ci verranno decurtati quelli del mostro più forte.

## Accoglienza
| Testata                           | Giudizio |
| --------------------------------- | -------- |
| Metacritic (media al 26-06-2022)  | 59/100   |
| GameRankings (media al 9-12-2019) | 63.04%   |
| Electronic Gaming Monthly         | 5/10     |
| Game Informer                     | 8/10     |
| GamePro                           | 3/5      |
| GameSpot                          | 5.1/10   |
| GameSpy                           | 3/5      |
| OPM (USA)                         | 2.5/5    |
| X-Play                            | 3/5      |
| IGN                               | 5.6/10   |

### Critica
Secondo il sito web aggregatore di recensioni Metacritic, Yu-Gi-Oh! The Duelists of the Roses ha un punteggio di 59/100 basato su 14 recensioni professionali indicando recensioni "contrastanti o nella media".
Electronic Gaming Monthly definì il gioco un'esperienza sorprendentemente avvincente ma il suo vero difetto risiedeva nella grande quantità di tempo richiesta per imparare a giocarci. Game Informer affermò che questa trasposizione videoludica del gioco di carte era la migliore disponibile sul mercato. GamePro sostenne che sarebbe stato probabilmente più apprezzato da chi si approcciava per la prima volta a Yu-Gi-Oh! e che voleva imparare a giocarci.
GameSpot non apprezzò la sua presentazione, che definì terribilmente ridotta all'osso, e dato che era uno strano gioco strategico ibrido, non offriva molta accessibilità o profondità. GameSpy fece un'osservazione riguardo al concetto della storia che stava alla base del gioco, che ritenne sorprendentemente interessante, e che divergeva dal tipico rimaneggiamento di un franchise visto in molti tie-in simili. Official U.S. PlayStation Magazine criticò l'alto livello di difficoltà, il quale era così estremo al punto da destinare il giocatore a perdere miliardi di duelli prima di poter costruire un deck decente. X-Play trovò il tutorial del gioco decente e il manuale accurato, ma le complessità del titolo potevano essere apprese solo nel corso del tempo e con molta pazienza. The Duelists of the Roses era una variazione in qualche modo riuscita sulla formula del franchise e valeva la pena provarla, ma a causa delle modifiche alle regole e della complessità generale, fu consigliato ai puristi e i nuovi arrivati di noleggiarlo prima di un eventuale acquisto. Per IGN il titolo non era certamente la seconda venuta dei giochi di strategia di battaglie con le carte e sapeva essere facile e difficile al tempo stesso in vari ambiti. Eppure, nonostante tutti i suoi difetti, poteva rivelarsi molto divertente per i bambini più piccoli. Regole complicate a parte, l'ambientazione era adatta ai bambini e i temi familiari avrebbero sicuramente suscitato un interesse per un genere videoludico altrimenti trascurato. In conclusione bisognava aspettarsi delle grandi vendite e delle incisive richieste di miglioramenti per un eventuale sequel.

### Vendite
Il videogioco, secondo The Magic Box, ha venduto più di 1,11 milioni di copie solo in Nord America. Secondo un altro sito web, solo in Giappone le copie vendute sono state 68420.
A luglio 2006, Duelists of the Roses aveva venduto 950000 copie per un totale di 33 milioni di dollari negli Stati Uniti. Next Generation lo classificò come il sessantesimo gioco per PlayStation 2, Xbox o GameCube più venduto negli Stati Uniti tra il gennaio 2000 e il luglio 2006.